# 中兴镇 (澄迈县)
中兴镇，是中华人民共和国海南省澄迈县下辖的一个乡镇级行政单位。

## 行政区划
中兴镇下辖以下地区：
中兴社区、好保村、福来村、东岭村、仁洞村、加龙村、孔水村、旺商村、大云村、福安村、横滩村和南茂村。